# Марија Савинова
Марија Сергејевна Савинова (рус. Мария Сергеевна Савинова; Чељабинск, 13. август 1985) руска је атлетичарка специјалиста за трчање на 800 метара. Члан је АК Динамо из Москве.
Савинова је светска првакиња у дворани на 800 метара (2010) и (2011) на отвореном. Апсолутна је европска првакиња у истој дисциплини у дворани (2009) и на отвореном (2010). Вишеструка је првакиња Русије у дворани појединачно и у штафети 4 х 800 метара.Највећи успех постигла је на Олимпијским играма 2012. у Лондону победом у својој дисциплини и освајањем златне медаље.

## Биографија
Дипломирала је на Државном универзитету Јужни Урал и постала менаџер за физичку културу и спорт, а завршила је и други степен на Државном пољопривредном универзитету у Чељабинску специјализујући економију управљања.
За своје успехе у последње две године Марија Савинова је указом Министарства спорта и туризма проглашена за Заслужног мајстора спорта Русије 29. јула 2010.
Златна медаља на Светском првенству 2011 у Тегуу, донела јој је титулу најбоље атлетичарке Европе за 2011. годину.
После победе на ЛОИ 2012. одликована је Указом Председника Руске федерације од 13. августа 2012. године, и добила „Орден Дружбы“.
Удала се 10. септембра 2010. за Алексеја Фарносова тркача на средње пруге, са којим заједно тренира у групи руског атлетског стручњака за трчање на средњим пругама Владимира Казарина.

## Резултати
| Година | Такмичење                      | Град             | Пласман | Резултат |
| ------ | ------------------------------ | ---------------- | ------- | -------- |
| 2009.  | Европско првенство у дворани   | Торино           | 1       | 1:58,10  |
| 2009.  | Светско првенство на отвореном | Берлин           | 5       | 1:58,68  |
| 2009.  | Светско финале у атлетици      | Солун            | 4       | 2:00,72  |
| 2010.  | Светско првенство у дворани    | Доха             | 1       | 1:58,26  |
| 2010.  | Европско првенство у дворани   | Барселона        | 1       | 1:58,22  |
| 2010.  | Дијамантска лига               | Дијамантска лига | 2       | детаљи   |
| 2010.  | Континентални куп              | Сплит            | 3       | 1:58,27  |
| 2011.  | Европско екипно првенство      | Стокхолм         | 1       | 1:58,75  |
| 2011.  | Светско првенство              | Тегу             | 1       | 1:55,87  |
| 2012.  | Олимпијске игре                | Лондон           | 1       | 1:56,19  |
| 2013.  | Светско првенство              | Москва           | 2       | 1:55,87  |

### Лични рекорди
| Дисциплина         | Резултат | Место датум | Датум              |
| ------------------ | -------- | ----------- | ------------------ |
| 800 м на отвореном | 1:55,87  | Тегу        | 4. септембар 2011. |
| 800 м у дворани    | 1:58,10  | Торино      | 8. март 2009.      |